# Ignacio Bezos Sánchez
Ignacio Bezos Sánchez (Villaverde, provincia de Valladolid, 1905-Bilbao, 9 de octubre de 1933) fue un joven tranviario de ideología fascista. En octubre de 1933 fue víctima de un atentado terrorista y falleció en el acto.

## Atentado
El domingo 9 de octubre de 1933, los militantes socialistas de Bilbao (España) enterraron a un líder histórico, Felipe Merodio Ayuso, fallecido por enfermedad. Al parecer, dos individuos dieron vivas al fascio. Uno de ellos, Ignacio Bezos, fue atacado por un grupo de socialistas. Se refugió en un portal, en el número 7 de la calle Viuda de Epalza. Seguido por sus agresores, fue asesinado de dos tiros. Bezos era militante del Partido Nacionalista Español, dirigido por el doctor Albiñana, que funcionaba en Bilbao bajo el nombre de Centro Español.